# Dura leptodes
Dura leptodes är en fjärilsart som beskrevs av Collenette 1947. Dura leptodes ingår i släktet Dura och familjen tofsspinnare. Inga underarter finns listade i Catalogue of Life.